# مغرافة
المغرافة (الاسم العلمي:Scapania) هي جنس من النباتات تتبع الفصيلة المغرافية من رتبة الجنغرمنيات.

## أنواع المغرافة
- مغرافة الهيمالايا
- مغرافة أقصى الشمال
- مغرافة أليفة الكالسيوم
- مغرافة أليفة المستنقعات
- مغرافة أمريكية
- مغرافة بوتانية
- مغرافة بورتوريكية
- مغرافة داكنة
- مغرافة رجل الطير
- مغرافة عملاقة
- مغرافة غرفثية
- مغرافة قلبية مقلوبة
- مغرافة مطوية
- مغرافة مكسيكية
- مغرافة نيبونية
- مغرافة هدبية